# Pirie Peninsula
Pirie Peninsula är en udde i Antarktis. Den ligger i Sydorkneyöarna. Argentina och Storbritannien gör anspråk på området. Pirie Peninsula ligger på ön Laurie.
Terrängen inåt land är huvudsakligen kuperad, men åt nordost är den platt. Havet är nära Pirie Peninsula åt nordväst. Trakten är obefolkad. Det finns inga samhällen i närheten. 